# جنون سرعت: تحت تعقیب (بازی ویدئویی ۲۰۱۲)
جنون سرعت: تحت تعقیب یک بازی مسابقه‌ای محصول سال ۲۰۱۲ است که توسط کرایتریون گیمز توسعه یافته و توسط الکترونیک آرتز منتشر شده است. بازی تحت تعقیب نوزدهمین عنوان از سری جنون سرعت است و در سراسر جهان برای مایکروسافت ویندوز، پلی‌استیشن ۳، ایکس‌باکس ۳۶۰، پلی‌استیشن ویتا، آی‌اواس و اندروید منتشر شد و عرضه آن از سال ۲۰۱۲ در آمریکای شمالی آغاز شد. نسخه‌ای از بازی برای کنسول وی یو با عنوان جنون سرعت: تحت تعقیب یو در سال ۲۰۱۳ منتشر شد. این بازی مانند نسخه قبلی خود، تعقیب شدید ۲۰۱۰، احیای بازی اصلی تحت تعقیب محصول سال ۲۰۰۵ است.
بازی جنون سرعت: تحت تعقیب نقدهای مثبتی دریافت کرد که بیشتر بر نقشه جهان که سبک بازی‌های قبلی برن‌اوت و جنون سرعت را با هم ترکیب کرده بود و نیز ویژگی‌های اجتماعی آن متمرکز بودند، در حالی که انتقادات بیشتر متوجه حالت تک نفره بازی بود. این بازی جوایز متعددی از جمله جوایز بازی‌های ویدیویی اسپایک در سال ۲۰۱۲ برای بهترین بازی رانندگی را از آن خود کرد و در جوایز بفتا ۲۰۱۳ نامزد دریافت جایزه بهترین بازی بریتانیایی و بهترین بازی چند نفره آنلاین شد و علاوه بر این بارها توسط چندین رسانه به عنوان بهترین بازی رانندگی/مسابقه‌ای سال ۲۰۱۲ شناخته شده است.
تحت تعقیب تا قبل از جنون سرعت آنباند که در سال ۲۰۲۲ عرضه شد، آخرین بازی سری جنون سرعت بود که توسط استودیو کرایتریون ساخته شد.

## روند بازی

ماشین بازیکن در طی یک مسابقه توسط چندین ماشین پلیس تعقیب می‌شود. این عکس قبل از انتشار همچنین استفاده از رندینگ HDR در آسمان آفتابی و نور سطح را نشان می‌دهد.

جنون سرعت: تحت تعقیب در یک محیط جهان باز (Open World) روایت می‌شود. این بازی از سبک گیم‌پلی اولین نسخه تحت تعقیب در مجموعه جنون سرعت بهره می‌برد؛ تفاوت اصلی این نسخه با نسخه سال ۲۰۱۲ این است که دارای داستان است. بازی تحت تعقیب به بازیکنان اجازه می‌دهد تا یک ماشین انتخاب کنند و در سه نوع رویداد با سایر مسابقه‌دهندگان رقابت کنند: مسابقات سرعت، که شامل سفر از یک نقطه شهر به نقطه دیگر می‌شود؛ مسابقات سیرکت، که هر کدام در مجموع دو یا سه دور دارند و مسابقات سرعت که شامل پیمودن یک مسیر با بالاترین میانگین سرعت ممکن است و همچنین مسابقات کمین که در آن بازیکن در محاصره پلیس قرار می‌گیرد و باید در اسرع وقت از تعقیب آنها فرار کند.
پلیس‌ها در برخی از مراحل مسابقه گنجانده شده‌اند که در آن‌ها پلیس از وسایل نقلیه و تاکتیک‌هایی برای متوقف کردن ماشین بازیکن و دستگیری او استفاده می‌کند، شبیه به بازی اصلی تحت تعقیب. این بازی دارای یک فهرست تحت تعقیب شامل ۱۰ مسابقه‌دهنده است که یادآور فهرست سیاه در بخش تک‌نفره بازی اصلی تحت تعقیب با ۱۵ مسابقه‌دهنده است. با شکست دادن رانندگان تحت تعقیب، ماشین‌هایشان به محض اینکه توسط بازیکن خراب شوند به فهرست بازیکنان اضافه می‌شوند. در این تکرار، تمرکز از راکپورت، شهری که در نسخه اصلی وجود دارد، به شهر جدیدی به نام فیرهیون تغییر می‌کند.
فیرهیون شبیه یک شهر معمولی است. این شهر دارای ساحل و منطقه صنعتی است. این شهر یک بزرگراه اصلی به نام I-92 دارد که در سراسر شهر امتداد دارد. گیم‌پلی تحت تعقیب به سری بازی‌های برن‌اوت تشبیه شده است. برخلاف سلف معنوی بازی، برن‌اوت پارادایس، مسابقات به جای اینکه فقط شروع و پایان داشته باشند، دارای نقاط کنترلی هستند که باید از آنها عبور کنید. بیلبوردها و نرده‌های تخریب‌پذیر؛ و گاراژهای تعمیر با قابلیت عبور از ماشین، که همگی از پارادایس سرچشمه گرفته‌اند، نیز در بازی وجود دارند.
این بازی از Autolog، سیستم رقابت بین دوستان که توسط کرایتریون برای جنون سرعت: تعقیب شدید طراحی شده و از آن زمان در سایر عناوین سری جنون سرعت نیز استفاده شده است، استفاده می‌کند. Autolog در تحت تعقیب نقش بزرگتری ایفا می‌کند و اطلاعات بیشتری به بازیکنان می‌دهد. فعالیت‌های درون بازی به بازیکنان اجازه می‌دهد امتیاز سرعت (Speed Points) کسب کنند که می‌تواند رتبه آنها را در فهرست تحت تعقیب‌ها (Most Wanted) افزایش دهد. توصیه‌های Autolog اکنون به جای اینکه به صورت خارجی در سیستم منو قرار بگیرند، در دنیای بازی ادغام شده‌اند. بازی تحت تعقیب دارای یک سیستم اجتماعی جدید به نام Cloudcompete است که تحت تعقیب را در تمام پلتفرم‌ها به صورت یکپارچه و با الهام از سازگاری متقابل ارائه می‌دهد. یک پروفایل برای همه نسخه‌های بازی استفاده می‌شود و به بازیکن اجازه می‌دهد در یک قالب رتبه خود را ارتقا دهد و در قالب دیگر به پیشرفت خود ادامه دهد.
مدل رانندگی بازی «عمیق، فیزیکی و سرگرم‌کننده» توصیف شده است، به اندازه سری برن‌اوت و تعقیب شدید آرکید نیست، اما به هیچ وجه نمی‌توان آن را شبیه‌ساز دانست. بازی تحت تعقیب مجموعه‌ای از خودروهای دنیای واقعی، ترکیبی از خودروهای عضلانی، خودروهای مسابقه‌ای خیابانی و خودروهای عجیب و غریب را در خود جای داده است که به عنوان «وحشی‌ترین مجموعه از خودروها تاکنون» توصیف می‌شود. ماشین‌ها را می‌توان با ارتقاء عملکرد، مانند لاستیک‌های قابل باد شدن، گیربکس، موتور، اکسید نیتروژن و بدنه که به بازیکنان امکان می‌دهد از موانع جاده‌ای عبور کنند، سرعت بالاتری داشته باشند و سریع‌تر شتاب بگیرند، تغییر داد. قابلیتی به نام EasyDrive به بازیکنان این امکان را می‌دهد که عملکرد وسیله نقلیه خود را در حین استفاده تغییر دهند. تقریباً همه ماشین‌ها از همان ابتدا در دسترس هستند و در مکان‌های مختلف در سراسر Fairhaven پنهان شده‌اند؛ بازیکن باید آنها را پیدا کند تا قفلشان را باز کند.

### وی یو

حالت مشارکتی "Co-Driver" انحصاری وی یو در حال اجرا است. یکی از بازیکنان با وی ریموت (تصویر با وی ویل) رانندگی می‌کند، در حالی که بازیکن دیگر با استفاده از وی یو گیم‌پد به او کمک می‌کند.

این نسخه از قابلیت Off-TV Play پشتیبانی می‌کند که به معنای قابلیت اجرای بازی به صورت انحصاری روی گیم‌پد وی یو و مستقل از تلویزیون است. همچنین یک حالت همکاری جدید به نام Co-Driver وجود دارد که از دو بازیکن پشتیبانی می‌کند: یک بازیکن با استفاده از وی ریموت یا وی یو پرو کنترلر رانندگی می‌کند و دیگری از وی یو گیم‌پد برای ارائه کنترل و کمک ناوبری در یک نقشه تعاملی و بلادرنگ استفاده می‌کند. از وی یو گیم‌پد همچنین می‌توان برای تغییر مادها و تعویض ماشین استفاده کرد.
نسخه وی یو بازی همچنین شامل ادغام کامل Miiverse است که اولین بار برای یک بازی شخص ثالث در وی یو است. این بازی همچنین شامل سه وسیله نقلیه مخفی است که منحصر به نسخه وی یو هستند و همه آنها به شخصیت‌های سری ماریو، ماریو، پیچ و یوشی اشاره دارند. این وسایل نقلیه مخفی از طریق ورودی‌های مخفی، که به شکل لوله‌های Warp نمادین این مجموعه هستند، در مسیرهای مختلف قابل دسترسی هستند. پیدا کردن تمام وسایل نقلیه مخفی، پلاک‌های مخفی را باز می‌کند که کنایه این شخصیت‌ها را بیشتر تأیید می‌کند. گذشته از بستهٔ سرعت نهایی (Ultimate Speed Pack)، هیچ DLC برای نسخه وی یو بازی وجود ندارد.

## توسعه
در نوامبر ۲۰۱۱، طبق یک آگهی استخدام، مشخص شد که شرکت کرایتریون گیمز در حال توسعه یک بازی دیگر از مجموعه جنون سرعت است. طبق آگهی استخدام، این استودیو «به دنبال هنرمندان سینمایی بااستعداد برای کار روی فرنچایز شماره یک و برنده جوایز متعدد مسابقات اتومبیل‌رانی آرکید در جهان» بود. طبق این آگهی، بازیکنان باید انتظار «سکانس‌های اکشن سینمایی جذاب و سرگرم‌کننده درون بازی» از این مسابقه‌دهنده و همچنین «سکانس‌های اکشن شدید ماشین، پرش‌های وحشتناک، تصادفات دیوانه‌وار و تعقیب و گریزهای حماسی ماشین» را داشته باشند. در اوایل سال، آگهی استخدام دیگری نشان داد که کرایتریون در حال توسعه یک بازی با «رانندگان مسابقه‌ای هوش مصنوعی باورپذیر و جهان باز» است. در ۱۱ ژانویه ۲۰۱۲، گیم، خرده‌فروش بریتانیایی فاش کرد که ئی‌ای قصد دارد مدال افتخار: جنگجو و یک نسخه جدید از جنون سرعت را در اواخر همان سال منتشر کند که توسط ئی‌ای در یک ارائه محرمانه نشان داده شد. با این حال، توسعه‌دهنده و جهت‌گیری این سری مسابقات در سال ۲۰۱۲ مشخص نشد. در ۲۳ ژانویه ۲۰۱۲، کریگ سالیوان، مدیر خلاق کرایتریون، در توییتر اعلام کرد که این استودیوی مستقر در گیلدفورد «در ماه‌های آینده مطالب زیادی برای به اشتراک گذاشتن دارد». سالیوان جزئیات بیشتری ارائه نداد، جز اینکه گفت اعلامیه/اعلان‌های آینده «بزرگ» خواهند بود. در ۸ آوریل ۲۰۱۲، فروشگاه آنلاین BTGames مستقر در آفریقای جنوبی، بازی‌های فضای مرده ۳ و جنون سرعت: تحت تعقیب ۲ را برای پیش‌خرید فهرست کرد.
در ۷ مه ۲۰۱۲، ئی‌ای تأیید کرد که نسخه‌های جدید هر دو مجموعه فضای مرده و جنون سرعت تا مارس ۲۰۱۳ در قفسه‌های فروشگاه‌ها عرضه خواهند شد. بازی جنون سرعت که در آن زمان نامی نداشت و معرفی هم نشده بود، قرار بود در سه‌ماهه سوم سال ۲۰۱۲ منتشر شود، که می‌توانست بین اکتبر و کریسمس ۲۰۱۲ باشد. در ۲۵ مه ۲۰۱۲، برنامه غرفه‌هایی که توسط توییچ ارسال شد، نشان داد که ئی‌ای قرار است جنون سرعت: تحت تعقیب را در ئی۳ به نمایش بگذارد. در حالی که ئی‌ای پیش از این تأیید کرده بود که نسخه جدیدی از جنون سرعت در راه است، این اولین باری بود که این عنوان تأیید می‌شد. در ۱ ژوئن ۲۰۱۲، ئی‌ای رسماً وجود جنون سرعت: تحت تعقیب توسعه‌یافته توسط کرایتریون را به عنوان بخشی از برنامه‌های ئی۳ این ناشر تأیید کرد.
بازی جنون سرعت: تحت تعقیب رسماً در کنفرانس خبری ئی‌ای در نمایشگاه ئی۳ ۲۰۱۲ با تریلری که تعقیب و گریز پلیسی شامل یک مسابقه خیابانی را نشان می‌داد، رونمایی شد. پس از نمایش تریلر، دمویی زنده از بازی روی صحنه توسط کارگردان خلاق، کریگ سالیوان، نمایش داده شد. وقتی از سالیوان پرسیده شد که آیا کرایتریون گیمز فقط روی جنون سرعت تمرکز خواهد کرد، به این معنی که دیگر خبری از برن‌اوت نخواهد بود، او با اشاره به جنون سرعت: فرار که بازخورد ضعیفی دریافت کرد، گفت: «بیشتر به این خاطر است که بخواهیم جنون سرعت را بعد از سال گذشته دوباره روی پای خود بایستیم.» تهیه‌کننده مت وبستر اظهار داشت که تحت تعقیب «هر آنچه را که ما در مورد رانندگی در دنیای باز می‌دانیم، فقط روی هم انباشته شده است. تمام بهترین چیزهای برن‌اوت و هر کاری که در تعقیب شدید انجام دادیم، ما فقط آنها را با هم ترکیب می‌کنیم.»
در ۳۰ ژوئیه ۲۰۱۲، گزارش شد که بازی تحت تعقیب شامل نوعی از قابلیت‌های کینکت در ایکس‌باکس ۳۶۰ خواهد بود. بنر «با کینکت بهتر است» در آخرین تریلر گیم‌پلی بازی، روی جلد نسخه ایکس‌باکس ۳۶۰ آن نقش بسته بود. در ۷ سپتامبر ۲۰۱۲، تهیه‌کننده مت وبستر تأیید کرد که بازی از کینکت با طیف وسیعی از فرمان‌های صوتی پشتیبانی می‌کند که به بازیکنان اجازه می‌دهد همچنان جادهٔ پیش روی خود را تماشا کنند. بسیاری از دستورات به منوهای «رانندگی آسان» بازی گره خورده بودند.
در نمایشگاه گیمزکام ۲۰۱۲، سونی کامپیوتر انترتینمنت از کراس بای (Cross Buy) رونمایی کرد که به موجب آن، نسخه ویتای یک بازی به صورت رایگان در اختیار مشتریانی قرار می‌گیرد که آن را روی پلی‌استیشن ۳ خریداری کنند. وقتی آی‌جی‌ان در مورد کراس بای برای تحت تعقیب از سخنگوی ئی‌ای سؤال کرد، او گفت: «ما در حال بررسی این موضوع هستیم، اما در حال حاضر هیچ برنامه خاصی برای اعلام آن نداریم.» تهیه‌کننده مت وبستر اعلام کرد که نسخه ویتا بازی «دقیقاً همان بازی [نسخه پلی‌استیشن ۳] است، جدا از تراکم ترافیک و تعداد بازیکنان آنلاین»، که آن را «دستاوردی قابل توجه» در نسخه قابل حمل نامید.

## موسیقی متن
همانند عناوین قبلی جنون سرعت، موسیقی متن تحت تعقیب شامل انواع موسیقی‌های دارای لایسنس است. این سبک عمدتاً شامل موسیقی الکترونیک (شامل داب‌استپ، مانند اسکریلکس؛ تکنو، مانند ددما ۵؛ و الکترونیکا، مانند زد)، آلترناتیو راک و رپ، مانند آهنگ «بونکرز» از دیزی راسکال، می‌شود. در میان این آهنگ‌ها، دو ریمیکس از آهنگ‌های گروه دِ هو (The Who) که در اصل از آلبوم Who's Next بودند، وجود دارد. بازی تحت تعقیب همچنین شامل آهنگ‌هایی از عنوان قبلی کرایتریون گیمز، برن‌اوت کرش! است که از ماشین‌های پارک شده پخش می‌شوند. موسیقی منو توسط ونسا لورنا تیت ساخته شده است.

## بازاریابی و انتشار

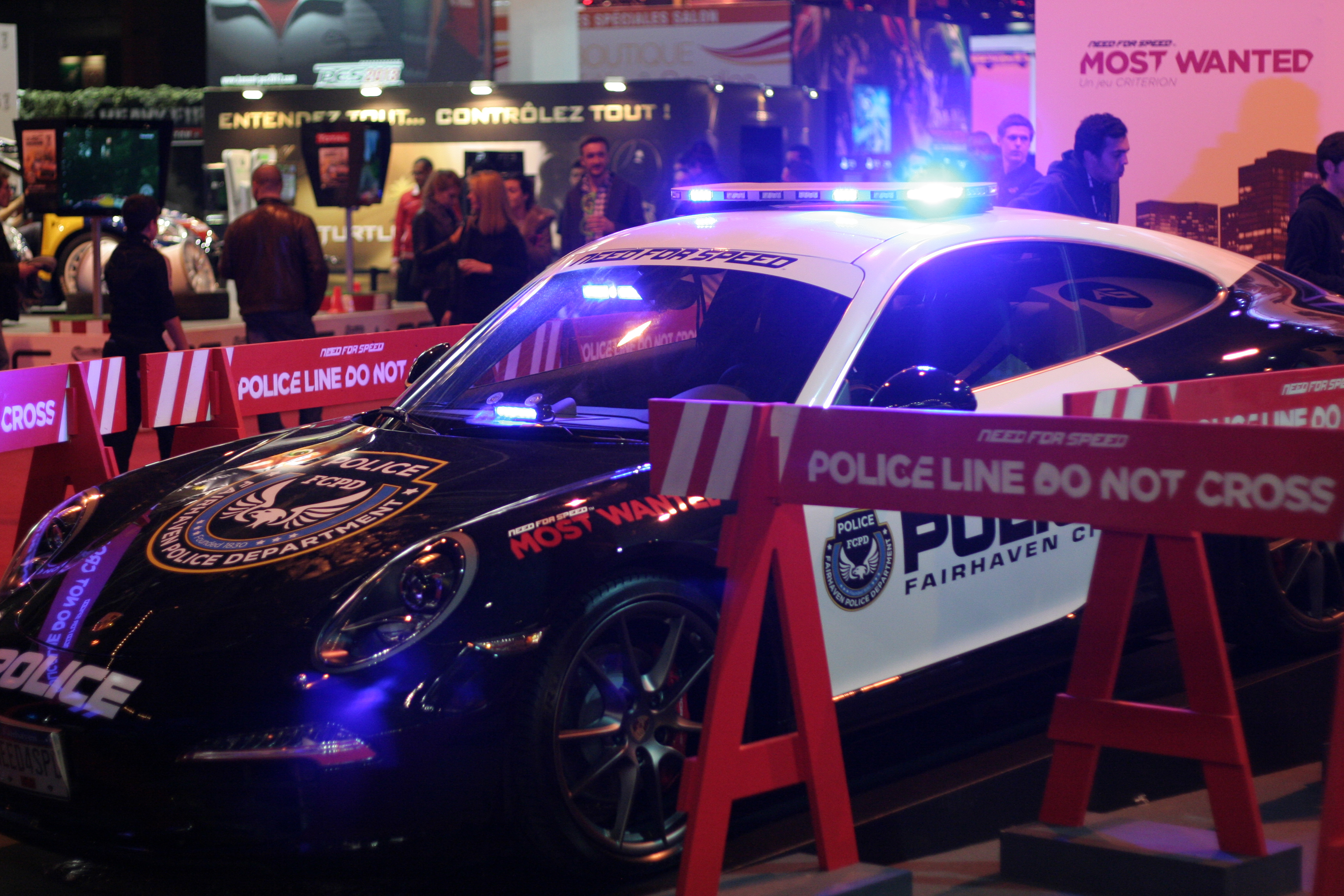
تبلیغات در هفته بازی‌های پاریس ۲۰۱۲

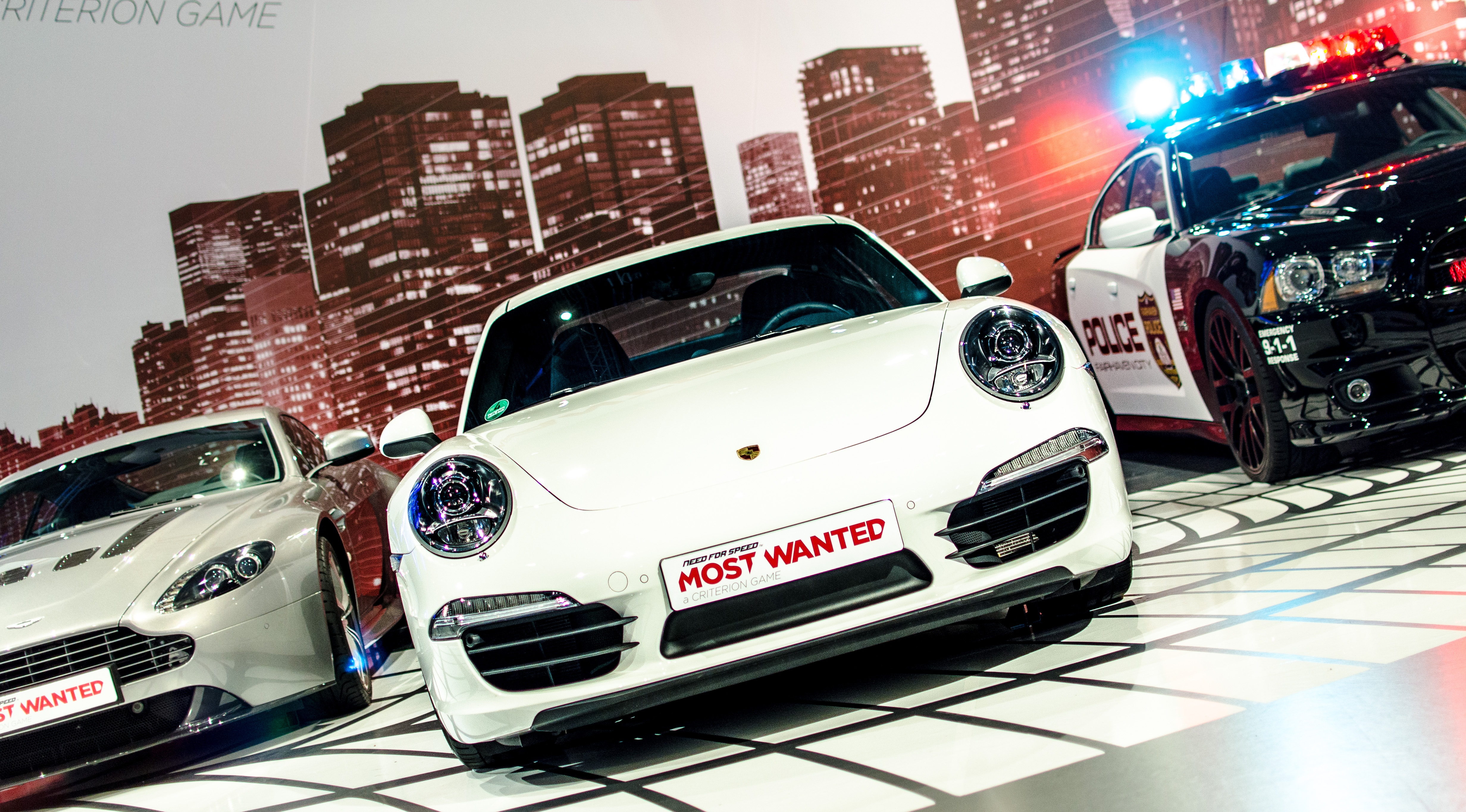
تبلیغات در گیمزکام ۲۰۱۲

قهرمان مسابقات اتومبیل‌رانی تحت تعقیب، رویدادی دو شهری که قبل از انتشار بازی، آن را در سراسر بریتانیا رواج داد. این مسابقه‌دهندهٔ برتر بریتانیایی، به صورت زنده و روی صحنه در مراسم گلدن جوی‌استیک به عنوان قهرمان تحت تعقیب بریتانیا تاجگذاری کرد و یک نسخه ویژه گلدن جوی‌استیک جنون سرعت: تحت تعقیب، یکی از اولین گلدن جوی‌استیک‌هایی که توسط یکی از اعضای جامعهٔ گیمرها برنده شده بود، به همراه یک نسخه لیمیتد ادیشن از بازی دریافت کرد.
علاوه بر نسخه استاندارد، یک نسخه محدود از بازی نیز از طریق پیش‌خرید با همان قیمت بازی معمولی در دسترس بود. نسخه محدود (Limited Edition) نسبت به نسخه استاندارد، مزایای بی‌شماری دارد، از جمله «چهار ساعت امتیاز سرعت دو برابر، رنگ‌آمیزی سفارشی، لیوری‌های از پیش سفارشی‌شده و دو خودروی جدید: پورشه ۹۱۱ کررا اس و مازراتی گرن‌توریزمو ام‌سی استراداله .» ئی‌ای همچنین با چندین فروشگاه خرده‌فروشی در زمینه مشوق‌های پیش‌سفارش از طریق چندین فروشگاه زنجیره‌ای در سراسر جهان همکاری کرد. هر خرده‌فروش یکی از سه «بسته الحاقی ویژه» را ارائه می‌داد که شامل ماشین‌های چندنفره با تغییرات منحصر به فرد است که با سبک‌های مختلف بازی مطابقت دارند. اینکه بازیکن کدام یک از «بسته‌های الحاقی نسخه ویژه» را دریافت می‌کرد، به محل پیش‌خرید بازی بستگی داشت. «بسته‌های اضافی نسخه ویژه» که ارائه می‌شدند، بسته سرعت، بسته ضربه و بسته قدرت بودند.
برای جشن گرفتن عرضه بازی تحت تعقیب، مسابقه‌ای برگزار شد که در آن کاربران فیس‌بوک می‌توانستند با «لایک کردن» یک عکس، شانس برنده شدن یک کیت VIP را داشته باشند. این کیت شامل یک آیفون ۴اس، یک آیپد ۳، یک ساعت، یک جفت کفش کانورس، یک کلاه «Get Wanted» و یک نسخه از بازی برای پلی‌استیشن ۳ و ایکس‌باکس ۳۶۰ بود. یک نسخه آزمایشی تک نفره در ۱۳ نوامبر در بازار جهانی ایکس باکس لایو و شبکه پلی استیشن در آمریکای شمالی و در ۱۵ نوامبر ۲۰۱۲ در شبکه پلی استیشن در اروپا منتشر شد. این دمو شامل چهار وسیله نقلیه است که هر کدام مسابقات، چالش‌ها و مادهای قابل باز شدن مخصوص به خود را دارند. امتیازهای سرعت جمع‌آوری‌شده در نسخه آزمایشی نیز در صورت خرید بازی توسط بازیکن، تا سقف ۵۰ هزار، به بازی کامل منتقل می‌شوند.
در ۲۱ نوامبر ۲۰۱۲، ئی‌ای برنامه آیفون Need for Speed Autolog را با پشتیبانی از تحت تعقیب به‌روزرسانی کرد. این برنامه شامل نقشه‌های درون بازی، شمارش امتیاز سرعت، مدیریت تعاملات دوستان، تغییر تصویر پروفایل، مشاهده دیوارهای سرعت و اطلاع از آخرین اطلاعات تحت تعقیب از طریق فید خبری است.
در ۱ فوریه ۲۰۱۶، نسخه ویندوز این بازی از طریق برنامه «On the House» شرکت Origin به صورت رایگان در دسترس قرار گرفت.
علاوه بر تریلری که در مراسم رونمایی رسمی در ئی۳ ۲۰۱۲ نمایش داده شد، چندین تریلر دیگر از بازی منتشر شد که هر کدام جنبه‌های جدیدی از بازی را آشکار می‌کردند. یک قسمت از PWND که در اوت ۲۰۱۲ منتشر شد، شامل تصاویر جدیدی از جنون سرعت: تحت تعقیب بود و اطلاعاتی در مورد حالت تک نفره و چند نفره بازی و Autolog 2.0 ارائه داد. یک تریلر برخی از ماشین‌های جدید بازی را نشان داد. دو تریلر، جنبه چند نفره بازی را نشان دادند. یک تریلر نشان داد که چگونه بازیکنان می‌توانند هر ماشینی را که در مکان جهان باز بازی پیدا می‌کنند، برانند. دو تریلر، بخش تک‌نفره بازی را نشان دادند. یکی از تریلرها رابطه بین پلیس‌ها و مسابقه‌دهندگان را به نمایش گذاشت. نسخه‌ای توسعه‌یافته از تبلیغ تلویزیونی زنده آن، فیلم‌های واقعی را با مقداری گیم‌پلی ترکیب می‌کند. یک تریلر برای توضیح ادغام کینکت بازی منتشر شد. یک تریلر گیم‌پلی وی یو را نشان داد.

### محتوای قابل دانلود
اولین بستهٔ الحاقی (DLC) بازی تحت تعقیب همزمان با عرضهٔ بازی منتشر شد. این بسته که با نام بسته صرفه‌جویی در زمان (Time Saver Pack) شناخته می‌شود، به بازیکن دسترسی فوری به هر ماشین در بخش چندنفره بازی را می‌دهد و همچنین در بخش تک‌نفره، تمام ماشین‌ها را به جز ماشین‌های تحت تعقیب (Most Wanted) روی نقشه علامت‌گذاری می‌کند.
شرکت ئی‌ای اولین DLC پس از عرضه بازی تحت تعقیب را در ۶ دسامبر ۲۰۱۲ معرفی کرد. بسته Ultimate Speed Pack پنج ماشین جدید را به بازی اضافه می‌کند: پاگانی زوندا آر، مک‌لارن اف۱ ال‌ام، لامبورگینی اونتادور جی، بوگاتی ویرون گرند اسپرت ویتسه و هنسی ونوم جی‌تی اسپایدر. این DLC همچنین شامل مجموعه‌ای از رویدادهای جدید برای هر ماشین و یک رویداد جدید تحت تعقیب است. در مجموع، ۲۶ مسابقه و دور سرعت جدید و ۷۰ مرحله چند نفره دیگر به همراه جوایز و موارد باز شدن قفل اضافی وجود دارد. این بازی در ۱۸ دسامبر برای ایکس‌باکس ۳۶۰ و پلی‌استیشن ۳ در آمریکای شمالی و در ۱۹ دسامبر برای شبکه پلی‌استیشن در اروپا منتشر شد.
شرکت ئی‌ای در تاریخ ۲۶ فوریه ۲۰۱۳ از سه بسته الحاقی جدید برای بازی تحت تعقیب رونمایی کرد. ترمینال ولوسیتی (Terminal Velocity) یک توسعه جهانی فرودگاهی است. این نسخه شامل دو حالت تک‌نفره جدید به همراه پنج ماشین جدید است: بی‌ام‌و سری ۱ ام کوپه، آئودی آراس۳ اسپرت‌بک، فورد فیستا اس‌تی، آلفارومئو میتو کیووی و مدل تولیدی پورشه ۹۱۸ اسپایدر. همچنین با هشت رویداد جدید تک نفره، ۱۳۶ مرحله جدید چند نفره، به علاوه جوایز و قفل‌های اضافی همراه است.
بسته‌های دوم و سوم، افسانه‌های فیلم و قهرمانان ان‌اف‌اس، وسایل نقلیه کلاسیک از فیلم‌های اکشن و بازی‌های گذشته جنون سرعت را معرفی می‌کنند. «افسانه‌های فیلم» پنج ماشین جدید را به نمایش می‌گذارد: آستون مارتین دی‌بی۵، دوج چارجر آر/تی، پونتیاک فایربرد ترنس-ام، آستون مارتین دی‌بی‌اس وی۱۲ و شلبی جی‌تی۵۰۰. این بسته همچنین با هشت رویداد سرعتی جدید برای بخش تک نفره، ۱۳۶ مرحله جدید برای بخش چند نفره، یک رویداد جدید برای تحت تعقیب و جوایز و آیتم‌های آزاد اضافی عرضه می‌شود.
قهرمانان ان‌اف‌اس شامل پنج ماشین معروف از تاریخ جنون سرعت است: لامبورگینی دیابلو SV از جنون سرعت ۳: تعقیب شدید؛ نیسان اسکای‌لاین جی‌تی-آر (R34) از مسابقات زیرزمینی؛ نیسان ۳۵۰زد از مسابقات زیرزمینی ۲؛ پورشه ۹۱۱ جی‌تی۲ از مخفی؛ و ب‌ام‌و ام۳ جی‌تی‌آر از تحت تعقیب ۲۰۰۵. این DLC همچنین شامل یک رویداد جدید تحت تعقیب، هشت مسابقه و Speed Run جدید با سرعت بالا، ۲۵ آیتم جدید، ۱۳۶ مرحله چند نفره جدید و همچنین جوایز و قفل‌های اضافی است. هر سه بسته در تاریخ ۲۶ فوریه ۲۰۱۳ برای ایکس‌باکس ۳۶۰ و پلی‌استیشن ۳ در آمریکای شمالی (۲۷ فوریه در اروپا برای پلی‌استیشن ۳) و در ۱۳ مارس برای اوریجین، به صورت جداگانه و جمعی به عنوان بخشی از بسته الحاقی Deluxe منتشر شدند.
در ۲۰ مارس ۲۰۱۳، کرایتریون اعلام کرد که بسته‌های الحاقی تحت تعقیب در صورتی برای وی یو منتشر خواهند شد که استودیو پشتیبانی کافی از فرمت نینتندو را مشاهده کند. نسخه وی یو به صورت استاندارد با بسته Ultimate Speed Pack عرضه می‌شود، اما فاقد بسته‌های الحاقی Terminal Velocity , Movie Legends و NFS Heroes است.
نسخه کامل بازی که شامل تمام محتوای قابل دانلود بود، بعداً برای ایکس‌باکس ۳۶۰، پلی‌استیشن ۳ و رایانه‌های شخصی به صورت خرده‌فروشی و دیجیتالی منتشر شد.

## بازخورد

### پیش از انتشار
جنون سرعت: تحت تعقیب در ئی۳ ۲۰۱۲ با استقبال خوبی از سوی منتقدان مواجه شد و علاوه بر نامزدی برای «بهترین بازی مسابقه‌ای» از سوی منتقدان بازی، نامزد دریافت جایزه «بهترین بازی چندنفره آنلاین» نیز شد. پیش‌نمایش‌دهندگانی که به جنون سرعت: تحت تعقیب دسترسی داشتند، این بازی را به جای تحت تعقیب اصلی سال ۲۰۰۵، جانشین معنوی برن‌اوت پارادایس از کرایتریون نامیدند و به مکانیک‌های گیم‌پلی مشابه اشاره کردند.

### پس از انتشار
| گردآورنده | امتیاز                                                                    |
| --------- | ------------------------------------------------------------------------- |
| متاکریتیک | iOS: 82/100 PC: 78/100 PS3: 84/100 VITA: 79/100 X360: 84/100 WIIU: 86/100 |

| ناشر                     | امتیاز |
| ------------------------ | ------ |
| سی‌وی‌جی                   | 7.5/10 |
| دستراکتید                | 8.5/10 |
| اج                       | 9/10   |
| یوروگیمر                 | 8/10   |
| جی۴                      | 4.5/5  |
| گیم اینفورمر             | 9/10   |
| گیم‌اسپات                 | 7.5/10 |
| گیمز ریدار+              | [ ۸۴ ] |
| گیم‌تریلرز                | 8.7/10 |
| آی‌جی‌ان                   | 9/10   |
| جویستیک                  | [ ۸۷ ] |
| اوپی‌ام (بریتانیا)        | 8/10   |
| اواکس‌ام (ایالات متحده)   | 8.5/10 |
| پی‌سی گیمر (ایالات متحده) | 85%    |
| TouchArcade              | [ ۹۱ ] |
| VideoGamer.com           | 9/10   |

| ناشر  | جایزه             |
| ----- | ----------------- |
| Spike | Best Driving Game |

در نسخه ۲۲ اکتبر ۲۰۱۲ مجله اج، اولین امتیاز نقد ۹ از ۱۰ بود. این منتقد، هندلینگ «بی‌نقص» ماشین مسابقه‌ای کرایتریون، ویژگی‌های اجتماعی «ضروری» Autolog و نقشه جهان «روان و منسجم» آن را که به گفته او ترکیبی از سبک بازی‌های قبلی برن‌اوت و جنون سرعت است، ستود. در این نقد دربارهٔ بازی آمده است: «یک بار دیگر، کرایتریون همچنان موفق می‌شود برجسته شود و چیزی تازه ارائه دهد و استاندارد جدیدی را در بازی‌های رانندگی جهان باز با - باز هم همان کلمه - یک ضیافت بی‌نقص از کیفیت، تعیین کند.
آی‌جی‌ان به این بازی امتیاز ۹/۱۰ داد و آن را «بدون شک یکی از هیجان‌انگیزترین تجربیات سال» نامید. یوروگیمر به آن امتیاز ۸/۱۰ داد و اظهار داشت: «حس شخصیت‌پردازی آن ممکن است به اندازه سایر بازی‌های کرایتریون قوی نباشد - اما حس رقابتی که آن را شکل می‌دهد، لذت کشف و لذت ساده رانندگی ذره‌ای کم نشده است. این کاملاً بهشت نیست، اما بسیار نزدیک است.»
مجله رسمی پلی‌استیشن بریتانیا به این بازی امتیاز ۸/۱۰ داد و اظهار داشت: «این بازی به یک تجربه مسابقه‌ای مهیج دست یافته است که هیجان آن بسیار بیشتر از ناامیدی آن است و بخش چندنفره ماشین‌ها را به‌طور قابل توجهی به جلو برده و استانداردها را آنقدر بالا برده است که تصور اینکه چه کسی می‌تواند بهتر از آن باشد، دشوار است.» مجله رسمی ایکس‌باکس به آن امتیاز ۸٫۵/۱۰ داد و اظهار داشت: «تحت تعقیب سرگرمی پر سر و صدایی را به شما ارائه می‌دهد، چه در حال مبارزه با بهترین‌های شهر فیرهیون در بخش داستانی باشید و چه در حال رقابت در مسابقات شبکه‌ای جدی و مسابقات ترفند احمقانه. پس از سال‌ها بازدید مجدد از زمین بازی تکراری برن‌اوت پارادایس بالاخره یک اعتیاد جدید به مسابقه داریم که ما را تا اثر بعدی ظاهراً اجتناب‌ناپذیر کرایتریون در جاده‌های باز، مجذوب خود نگه دارد.»
گاردین به این بازی نمره کامل داد و اظهار داشت: «کرایتریون دوباره این کار را انجام داده و استاندارد جدیدی را برای بازی‌های مسابقه‌ای به سبک آرکید تعیین کرده است که تا مدتی پس از عرضه کنسول‌های نسل بعدی، از آن پیشی نخواهد گرفت. در واقع، کمی احساس تاسف برای فورزا هورایزن باقی می‌گذارد، که بازی بسیار خوبی است و بی‌نهایت از نسخه‌های قبلی خود برتر است. اما جنون سرعت: تحت تعقیب، با هر معیاری که مناسب بدانید، یک بازی عالی است.»
سایت جویستیک به آن امتیاز ۴ از ۵ داد و نوشت: «جنون سرعت: تحت تعقیب، بازی بعدی برن‌اوت است که طرفدارانش بی‌صبرانه منتظرش هستند - شاید روی جعبه‌اش این را ننوشته باشند، اما همه چیز در مورد آن، برن‌اوت را فریاد می‌زند. حس ماشین‌ها، فیزیک و ترکیب التقاطی حالت‌های چندنفره، همگی بدون شک از ویژگی‌های کرایتریون هستند، چیزهایی که طرفداران قدیمی دوست دارند و ویژگی‌هایی که طرفداران جدید را با هر نسخه از استودیو به خود جذب می‌کند.»
این بازی به دلیل برخی مشکلات منفی، مانند بخش تک نفره، مورد انتقاد قرار گرفت. گیمزرادار که به آن امتیاز ۸/۱۰ داد، اظهار داشت: «اگر به بازی‌های چندنفره علاقهٔ زیادی ندارید، دلیل کمی برای انتخاب تحت تعقیب وجود دارد، مثلاً به جای خرید یک نسخه از برن‌اوت پارادایس به سراغ بازی‌های ارزان‌قیمت بروید. با این حال، اگر مایلید چند ساعت را صرف یادگیری ویژگی‌های بازی کنید و به مسابقه دادن با دوستانتان به صورت آنلاین علاقه دارید، این بازی ناگهان به یکی از توصیه‌شده‌ترین بازی‌های مسابقه‌ای آرکید در چند سال گذشته تبدیل می‌شود.» دستراکتید که به بازی امتیاز ۸٫۵/۱۰ داد، اظهار داشت: «در بخش تک‌نفره ایراداتی وجود دارد و در بعضی جاها پرداخت خوبی ندارد، اما بخش چندنفره به قدری خوب عمل می‌کند که همه این‌ها به سختی اهمیت پیدا می‌کنند. جنون سرعت: تحت تعقیب همان بازی مسابقه‌ای بزرگ، دیوانه‌وار و جهان‌باز با محوریت تصادف است که مدت‌ها انتظارش را می‌کشیدید.»
نسخه پلی‌استیشن ویتا به خاطر شباهت زیادش به نسخه‌های کنسولی مورد تحسین قرار گرفت. گیمزرادار اظهار داشت: «بازی تحت تعقیب روی پی‌اس ویتا از همان طرح شهر و قرارگیری عناصر نسخه‌های کنسولی «بزرگ» استفاده می‌کند. بدیهی است که برای اجرای بازی روی ویتا باید برخی امتیازات گرافیکی وجود داشته باشد.»
نسخه وی یو به خاطر بافت‌های باکیفیت برای کامپیوتر شخصی و نورپردازی بهبود یافته در شب مورد تحسین قرار گرفت. یوروگیمر اظهار داشت: «بسیاری از پورت‌ها در انتقال به وی یو شکست خورده‌اند، اما اعتبار فنی کرایتریون بی‌نظیر است و استدلال محکمی وجود دارد که تحت تعقیب یو بهترین نسخه از نظر ظاهری تا به حال است.»
در شانزدهمین دوره جوایز سالانه DICE، آکادمی هنرها و علوم تعاملی، جایزه «بازی مسابقه‌ای سال» را به تحت تعقیب‌ اعطا کرد و همچنین نامزدی «دستاورد برجسته در مهندسی بصری» را نیز دریافت نمود.

### فروش
طبق گزارش گروه NPD، بازی تحت تعقیب در نوامبر ۲۰۱۲، با فروش ۵۰۹ هزار نسخه، هفتمین بازی پرفروش در ایالات متحده بود با این حال، این ارقام تعداد واحدهای رایانه شخصی فروخته شده و همچنین فروش از طریق توزیع دیجیتال را در نظر نمی‌گیرند. بازی تحت تعقیب در هفته انتشارش پنجمین بازی پرفروش در بریتانیا و چهارمین بازی جدید پرفروش این هفته بود. در ۳۱ ژانویه ۲۰۱۳، در گزارش نتایج مالی ئی‌ای از سه‌ماهه سوم ۲۰۱۳، در حالی که آمار فروش منتشر نشده بود، ذکر شد که تحت تعقیب از جنون سرعت: فرار که در سال ۲۰۱۱ منتشر شده بود، عملکرد بهتری داشته است. به دلیل فروش پایین تحت تعقیب روی وی یو و پلی‌استیشن ویتا، جنون سرعت رقبا برای این پلتفرم‌ها توسعه داده نشد.